# Layee Kromah
Layee Kromah is een Nederlands voetballer van Liberiaanse afkomst die doorgaans als vleugelaanvaller speelt.

## Carrière
Layee Kromah speelde in de jeugd van AVV SDZ, ASV De Dijk en Almere City FC. Sinds 2021 maakt hij deel uit van het onder-21-elftal van Almere. Hij debuteerde in het eerste elftal op 10 december 2021, tijdens een met 1-1 gelijkgespeelde uitwedstrijd bij NAC Breda. Hij kwam in de 83e minuut in het veld voor Jeffry Puriel. In maart 2022 tekende Kromah samen met vijf andere jeugdspelers zijn eerste profcontract, waarmee hij zich tot 2024 aan de club verbond. Na afloop van dat contract sloot de aanvaller in juli 2024 als proefspeler aan bij Jong Sparta Rotterdam. Die proefperiode leverde hem uiteindelijk een contract op. In januari 2025 werd hij voor anderhalf seizoen verhuurd aan VVV-Venlo dat tevens een optie tot koop bedong.

## Statistieken

### Beloften
| 2023/24                               | Jong Almere City FC   | Tweede divisie  | 32 | 7  | 32 | 7  |
| 2024/25                               | Jong Sparta Rotterdam | Tweede divisie  | 17 | 6  | 17 | 6  |
| Totaal beloften                       | Totaal beloften       | Totaal beloften | 49 | 13 | 49 | 13 |
| Bijgewerkt tot en met 28 januari 2025 |                       |                 |    |    |    |    |

### Senioren
| Seizoen                               | Club             | Competitie      | Competitie | Competitie | Beker | Beker | Overige | Overige | Totaal | Totaal |
| Seizoen                               | Club             | Competitie      | Wed.       | Dlp.       | Wed.  | Dlp.  | Wed.    | Dlp.    | Wed.   | Dlp.   |
| ------------------------------------- | ---------------- | --------------- | ---------- | ---------- | ----- | ----- | ------- | ------- | ------ | ------ |
| 2021/22                               | Almere City FC   | Eerste divisie  | 4          | 0          | 0     | 0     | —       | —       | 4      | 0      |
| 2022/23                               | Almere City FC   | Eerste divisie  | 3          | 0          | 1     | 0     | 0       | 0       | 4      | 0      |
| 2023/24                               | Almere City FC   | Eredivisie      | 0          | 0          | 0     | 0     | —       | —       | 0      | 0      |
| 2024/25                               | Sparta Rotterdam | Eredivisie      | 0          | 0          | 0     | 0     | —       | —       | 0      | 0      |
| 2024/25                               | → VVV-Venlo      | Eerste divisie  | 14         | 3          | 0     | 0     | —       | —       | 14     | 3      |
| 2025/26                               | → VVV-Venlo      | Eerste divisie  | 1          | 0          | 0     | 0     | —       | —       | 1      | 0      |
| Totaal senioren                       | Totaal senioren  | Totaal senioren | 22         | 3          | 1     | 0     | 0       | 0       | 23     | 3      |
| Carrièretotaal                        | Carrièretotaal   | Carrièretotaal  | 71         | 16         | 1     | 0     | 0       | 0       | 72     | 16     |
| Bijgewerkt tot en met 9 augustus 2025 |                  |                 |            |            |       |       |         |         |        |        |